# Renneville (Ardenas)
Renneville é uma comuna francesa na região administrativa de Grande Leste, no departamento das Ardenas. Estende-se por uma área de 9,85 km². Em 2010 a comuna tinha 203 habitantes (densidade: 20,6 hab./km²).